# Pietranico

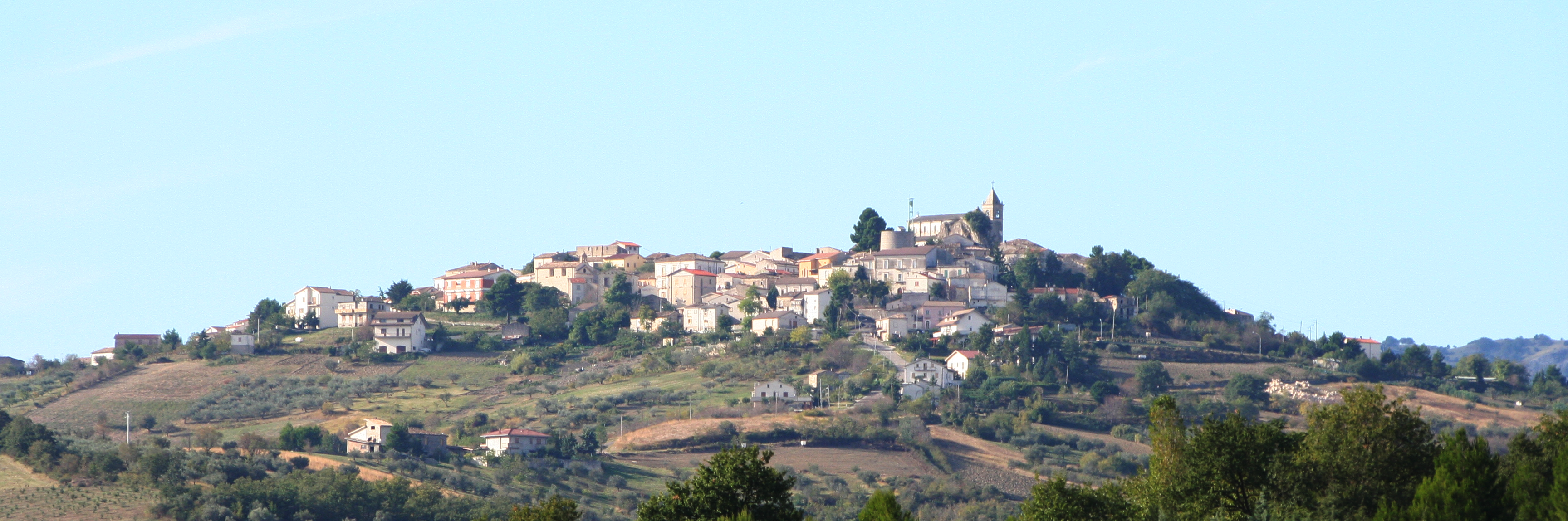
Cảnh Pietranico

Pietranico là một đô thị thuộc tỉnh Pescara trong vùng Abruzzo của Ý. Đô thị này có diện tích 14 km², dân số năm 2001 là 605 người. Các đô thị giáp ranh gồm: Alanno, Brittoli, Castiglione a Casauria, Civitaquana, Corvara, Cugnoli, Pescosansonesco, Torre de' Passeri.